# Ferrovia del Vereina
La ferrovia del Vereina è una linea ferroviaria a scartamento metrico, che attraversa la regione della Prettigovia, nel cantone svizzero dei Grigioni.

## Storia
La linea fu costruita insieme alla galleria nel 1999 per congiungere Klosters Platz all'esistente ferrovia Landquart-Davos e Susch posta sulla ferrovia dell'Engadina.

## Percorso
| Continuation backward |

| Unknown route-map component "BHFSPLa" |

| Unknown route-map component "dWASSERq" | Unknown route-map component "vWBRÜCKE1" | Unknown route-map component "dWASSERq" |

| Unknown route-map component "LSTR+l" | Unknown route-map component "dLSTRr" | Unknown route-map component "tdSTRa" |  |

| Unknown route-map component "LSTRl" | Unknown route-map component "tSHI1+l" + Transverse track | Unknown route-map component "STR+r" |

| Unknown route-map component "CONTgq" | Unknown route-map component "tKRZ" | One way rightward |

| Unknown route-map component "tSTRe@f" |

| Non-passenger station/depot on track |

| Unknown route-map component "tSTRa@g" |

| Unknown route-map component "tSTR" |

| Unknown route-map component "tGIPl" |

| Unknown route-map component "CONTr+f" | Unknown route-map component "tSTR" |  |

| Unknown route-map component "ABZgl" + Unknown route-map component "PORTALl" | Unknown route-map component "tABZgr" |  |

| Enter and exit short tunnel | Unknown route-map component "tSHI1l" |  |

| Unknown route-map component "SHI3l" | Unknown route-map component "dSHI3+r" | Unknown route-map component "tdSTRe" |  |

| Unknown route-map component "BHFSPLe" |

| 54,53  |
| 128,67 |

| Continuation forward |